# Venezuela Móvil
Venezuela Móvil fue un programa del gobierno de Hugo Chávez cuyo objetivo era reducir los precios de venta de automóviles familiares para el sector de la clase media (ubicados mayoritariamente en el segmento B), mediante la exoneración del pago de Impuesto al Valor Agregado y otros impuestos a los vehículos cuyo precio de lista era inferior a 21.500.000 bolívares (o 21.500 Bs.F.), es decir 10 000 dólares a la tasa de cambio oficial. Entre los modelos que participaban en el programa se encontraban el Chevrolet Aveo, el Hyundai Getz, el Toyota Terios y el Ford Fiesta.

## Características del programa
Creado por Decreto Presidencial N° 3692, y publicado en la Gaceta Oficial N° 38201 de fecha 3 de junio de 2005, el Programa “Venezuela Móvil” definía las características de los vehículos a comercializar en su artículo 6° como las siguientes:
- Capacidad de cinco puestos (incluyendo al conductor).
- Motor de 4 cilindros con una cilindrada entre 800 y 1600 cm³, dependiendo del modelo ofertado por cada ensambladora.
- Uso de gasolina sin plomo y convertidor catalítico.
- Bajo consumo de gasolina, con eficiencia mínima 12 kilómetros por litro en condiciones normales.
- Encendido electrónico.
- Transmisión sincrónica o automática.
- Tratamiento anticorrosivo de la carrocería.
- Tapicería de tela y alfombras de piso.
- Cauchos convencionales o radiales
- Accesorios básicos (Radio AM-FM, Gato, Triángulo de Seguridad, Espejos retrovisores, antena de radio, Caucho de repuesto con rin)
- Cinturones de seguridad en los asientos delanteros y traseros.
- Calidad de los componentes similares a la del resto de los vehículos producidos por las ensambladoras.
- Garantía mínima de funcionamiento de 30.000 kilómetros o un año, lo que ocurra primero.
- Garantía de suministro de los repuestos y servicios por un periodo de 10 años.

## Suspensión del plan
A tres años de su puesta en vigencia, el 3 de junio de 2008, el plan Venezuela Móvil fue suspendido indefinidamente. De acuerdo con el SENIAT, el plan representó un aporte fiscal a los ciudadanos de 595,8 millones de bolívares fuertes. Se recibieron numerosas quejas por parte de los usuarios del sistema debido a lo complicado y burocrático[cita requerida] de la logística para el registro y entrega de divisas a las empresas ensambladoras, aunado a la elevación de la demanda en el mercado como producto del boom petrolero de mediados de la década de 2000. La desaparición del plan agravó la situación de la compra de automóviles en el mercado venezolano[cita requerida], ya que para la fecha de expiración del programa, más de 200 mil personas que se encontraban en lista de espera para adquirir sus vehículos quedaron fuera de los beneficios de éste.